# Гурково (Софийска област)
Вижте пояснителната страница за други значения на Гурково.
Гурково е село в Западна България. То се намира в Община Ботевград, Софийска област. Разположено е на 13 km северно от общинския център Ботевград и на 79 km от столицата София, върху бреговете на реките Рударка и Сухи дол. Около него се издигат планинските възвишения „Мачово бърдо“ – на юг, „Воево теме“ и „Гьосковица“ – на запад и „Колачевица“ – на север.

## Климат и релеф
Землището на Гурково е 18 915 дка, от които 12 184 дка са земеделски фонд, 5943 дка – горски фонд, и 635 дка – регулационен план. Общ брой на парцелите по регулационен план са 548 броя. Построените сгради са 320 бр., които към 2018 г. се обитават от 170 домакинства.
Релефът е равнинно-хълмист. Намира се на 370 m надморкса височина. Климатът е умерено-континентален, зимата е продължителна, обикновено студена и с много снеговалежи, лятото е сухо и горещо. Пролетта е къса, сравнително студена и ветровита, а есента е продължителна и топла. Климатът, както и почвите са благоприятни за развитието на селско стопанство и особено на зърнени култури.

## Население
Жителите на селото към 31 май 2017 г. наброяват:
- по постоянен адрес – 179 жители
- по настоящ адрес – 124 жители
- по възраст: над 62 г. – 138 жители, от 19 до 61 г. – 131 жители, от 0 до 18 г. – 34 деца
- по пол: жени – 154 жители, мъже – 149 жители

Естествен прираст: родени през 2016 г. – 3, починали – 13

## История
Още от Античността е имало заселници в района на Гурково, свидетелство за което са надгробните могили в „Андреев мекаш“ и „Кундова ливада“. Местността е известна сред населението като „Митиризите“.
Според предания старото селище Рударе се е намирало между селата Гурково и Новачене, в местността „Понгьово поле“ до брега на река „Боговина“.  През ХV век Рудар е хас с 54 домакинства. Предполага се, че на това място е съществувало селище от времето на Второто българско царство. Според някои изследователи Рудар изчезва, след като в съседство, на мястото на днешно Гурково се настаняват юруци, започнали да обсебват имотите на жителите на околните села. Началото на днешното село е поставено чрез заселването на тези тюркски семейства и първоначално носи името Юруклер. До 1884 година името на селото е Уруците. Юруците са тюркска етническа група, обитавала от XIV до XX век главно планински области в Мала Азия, Тракия, Македония и Епир. Смята се, че те произлизат от огузите. Те са мюсюлмани и говорят турски език, като основното им разграничение от турското население е номадският им начин на живот.  През 1876 г. в селото са погребани отрязаните глави на някои от загиналите в боя при Рашов дол Ботеви четници.
През 1860 г. е отворено училище за българското население, което се е помещавало в частни къщи.
Българското население изживява ужасите от преследването и разгрома на Ботевите четници. В селото са донесени две побити глави, които българите са откупили и скрили в двора на църквата. Днес главите на Ботевите четници се съхраняват в библиотеката в сградата на кметството в обособена музейна част.
След Освобождението (1878) малобройното турско население продава имотите си и напуска територията на селото. В резултат на това селището се превръща в изцяло българско, каквото се е запазило. От благодарност към руските освободители жителите през 1884 г. преименуват името на селото на ген. Гурко – Гурково. При избухването на Балканската война един човек от Гурково е доброволец в Македоно-одринското опълчение.
В края на 1900 г. започва и строежа на църковния храм „Св. Иван Рилски“. През 1918 г. група младежи основават културно-просветно дружество „Развитие“. . През 1927 г. по инициатива на местни учители е учредено народно читалище „Просвета 1927“, което се е помещавало в частни къщи. От 1982 г. е преместено на втория етаж в сградата на кметството. Читалището се ръководи се от председател и настоятелство. През 1934 г. е построено ново двуетажно училище. В края на 1970-те години жителите на селото са наброявали 859 души. Основен поминък на хората през годините са земеделието и животновъдството. В ТКЗС са засаждани и отглеждани зеленчукови (домати, пипер и картофи) и овощни насаждения (череши). Отглеждани са 300 бр. едър рогат добитък и 400 бр. овце. Частни стопани отглеждат около 250 бр. биволи и 500 бр. овце.
На 3 юни 1972 г. в селото е открит дом за деца, лишени от родителска грижа „Надежда“.
В края на 1980-те години жителите на селото намаляват на половина. В продължение на десетилетия в Гурково е развивана значителна културно-просветна дейност. .

## Промишленост
На територията на селото през 1981 г. е изграден цех за шиене и обработка на гумени изделия „Зебра“. Наетите на работа лица са около 80 души. След 1993 г. същият е приватизиран и закрит. През годините в Дома за деца без родители заетостта е около 15 души, предимно обслужващ персонал. Домът е закрит на 8 декември 2016 г. от Агенция за социално подпомагане.
Останалите хора в трудоспособна възраст пътуват до Ботевград и там упражняват трудова дейност. Няма безработица. Всички деца след 1972 г. пътуват, за да получат образование в различни училища на територията на Община Ботевград.
На територията на село Гурково функционират: Кметство, Читалище „Просвета 1927 г.“, Поща, Църква, Мандра за преработка на мляко, Силоз за инертни материали, Хранителен магазин на РПК, Хранителен магазин на ЧЗП, Ферми за едър рогат добитък 4 бр. – земеделски стопани с общо 170 крави, Ферми за кози и овце 3 бр. – земеделски стопани с общ брой животни – 180 бр.

## Традиция от миналото
На Цветница се провеждал ритуалът кумичкуване. На реката се събират по махали, по приятелство или по класове (13 – 14-годишни момичета) всяко, от които носи коричка на белязано залче хляб. Нареждат ги на бухалка или друга дъсчица, потапят я във водата напречно на реката и коричките заплуват във водата. Момичето, на което залъкът е най-напред е обявено за кумичка. Всички отиват в дома ѝ, където се прави гощавка с пролетна коприва и счукани орехи и сладкиши приготвени от самите момичета. Кумичката е на почит и уважение от групата чак до другата Цветница.